# Allocasuarina microstachya
Allocasuarina microstachya là một loài thực vật có hoa trong họ Casuarinaceae. Loài này được (Miq.) L.A.S.Johnson mô tả khoa học đầu tiên năm 1982. Đây là loài bản địa từ một khu vực nhỏ ở vùng Trung Tây, Tây Nam, Wheatbelt và Goldfields-Esperance của Tây Úc.